# Ignacio Sánchez Amor
José Ignacio Sánchez Amor (Jaraíz de la Vera, 15 de mayo de 1960) es un político español, que actualmente se desempeña como eurodiputado.
Con anterioridad, ha sido secretario de Estado de Política Territorial entre 2018 y 2019, diputado por Badajoz por el PSOE y portavoz socialista de la Comisión de Asuntos Exteriores del Congreso de Diputados entre 2011 y 2018. Asimismo, en julio de 2016 fue elegido presidente de la Comisión General de Democracia, Derechos Humanos y Cuestiones Humanitarias en la Asamblea Parlamentaria de la OSCE. De 2004 a 2007 fue vicepresidente de la Junta de Extremadura.

## Biografía
Nacido en Cáceres, donde estaba el hospital, pasó su infancia y primera juventud en Jaraíz de la Vera hasta los 17 años. Estudió COU en Madrid. Empezó Medicina en la Universidad Complutense de Madrid pero a los pocos meses abandonó y se pasó a la carrera de Derecho. Se licenció en Derecho en la misma universidad especializándose en Derecho Constitucional y Ciencia Política en el Centro de Estudios Constitucionales.
Se afilió al Partido Socialista Popular (PSP) de Enrique Tierno a los 17 años y asistió al congreso de Torremolinos donde el PSP decidió integrarse en el PSOE. Fue secretario general de la Agrupación Socialista de Mérida entre 2000 y 2012, siendo sucedido por Estrella Gordillo.
En 1986 aprobó las oposiciones a letrado de los servicios jurídicos de la Junta de Extremadura y se trasladó a Mérida. Su primer puesto político fue en Madrid en el gabinete del Ministro de Justicia Enrique Múgica (1988) donde estaba también Juan Fernando López Aguilar y Mariano Fernández Bermejo.
Regresó a Mérida y empezó a trabajar con el presidente Juan Carlos Rodríguez Ibarra.
Entre 1989 y 1993 fue secretario general Técnico de la Consejería de Presidencia y Trabajo de la Junta de Extremadura, secretario General Técnico de la Presidencia de la Junta de Extremadura entre 1993 y 1996, y Director del Gabinete del Presidente de la Junta de Extremadura entre 1996 y 2004. En abril de 2004, fue nombrado por Juan Carlos Rodríguez Ibarra vicepresidente de la Junta de Extremadura, tras la salida del gobierno de María Antonia Trujillo nombrada ministra de Vivienda. 
En noviembre de 2005, durante el debate sobre el Estado de las Autonomías representó a Extremadura, debido a la ausencia de Juan Carlos Rodríguez Ibarra tras sufrir un infarto. En mayo de 2007 fue elegido diputado en la Asamblea de Extremadura y en julio del mismo año cesa como vicepresidente de la Junta de Extremadura, cuando pasa a ser portavoz del PSOE en la Asamblea de Extremadura, cargo que ocupó hasta 2011.
En las elecciones generales de 2011 fue designado número 2 en la lista del PSOE por Badajoz al Congreso de los Diputados, obteniendo el escaño y tomando como posesión como diputado el 13 de diciembre de 2011. 

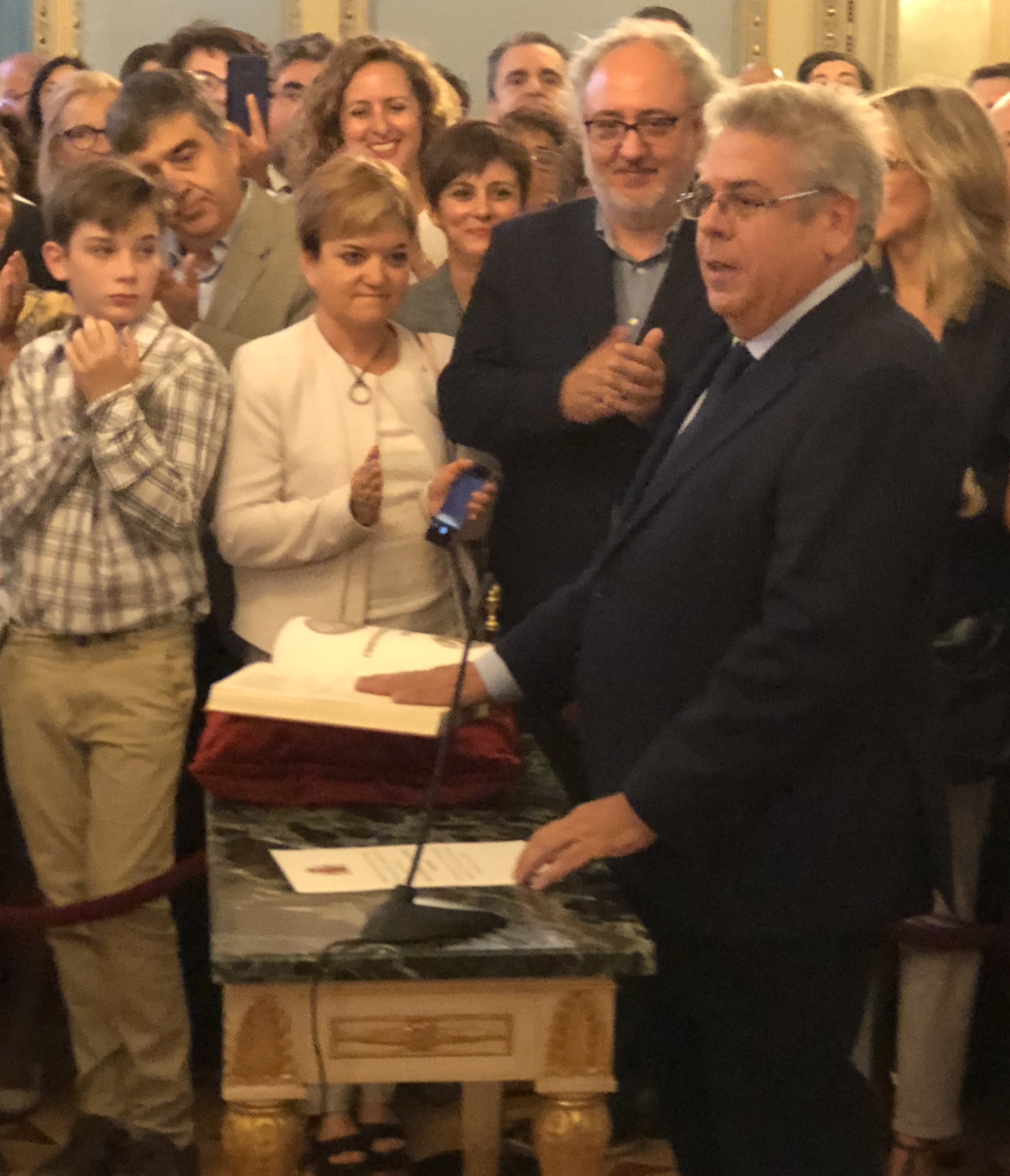
Ignacio Sánchez Amor en la toma de posesión como Secretario de Estado de Política Territorial. Julio de 2018

En el Congreso centró su trabajo en Exteriores y la Unión Europea.
Por otro lado, entre 2010 y 2011 fue vicepresidente del Congreso de Autoridades Locales y Regionales del Consejo de Europa y miembro del Grupo de Contacto CLRAE-Comité de las Regiones UE. Además, fue el principal negociador del Grupo Socialista de la Asamblea de Extremadura en la reforma del Estatuto de Autonomía y delegado de la Asamblea de Extremadura ante las Cortes Generales para la tramitación parlamentaria en Congreso y Senado de la reforma del Estatuto.
En julio de 2016 fue elegido presidente de la Comisión General de Democracia, Derechos Humanos y Cuestiones Humanitarias en la Asamblea Parlamentaria de la OSCE.
En junio de 2018 fue nombrado Secretario de Estado de Política Territorial en el Ministerio que dirige Meritxell Batet. Tomó posesión el 2 de julio de 2018.

## Cargos desempeñados
- Secretario general Técnico de Presidencia y Trabajo de la Junta de Extremadura. (1989-1993)
- Secretario general Técnico de Presidencia de la Junta de Extremadura. (1993-1996)
- Director del Gabinete del Presidente de la Junta de Extremadura. (1996-2004)
- Secretario general del PSOE de Mérida (2000-2012)
- Vicepresidente de la Junta de Extremadura (2004-2007)
- Diputado por Badajoz en la Asamblea de Extremadura (2007-2011)
- Portavoz del PSOE en la Asamblea de Extremadura (2007-2011)
- Diputado por Badajoz en el Congreso de los Diputados (Desde 2011)
- Secretario de Estado de Política Territorial (2018-2019)
- Diputado al Parlamento Europeo (desde 2019).